# Reidville (Terra Nova e Labrador)
Reidville é uma pequena cidade localizada na província canadense de Terra Nova e Labrador, a nordeste de Deer Lake. De acordo com o censo canadense de 2016, a cidade tinha uma população de 509 habitantes.